# 2-ヘプタノン
2-ヘプタノン（英: 2-Heptanone）はメチルケトンの一種。メチルノルマルペンチルケトン、アミルメチルケトンなどの別名がある。化学式C7H14Oで、無色の液体。果実香を持つ。消防法に定める第4類危険物 第2石油類に該当する。

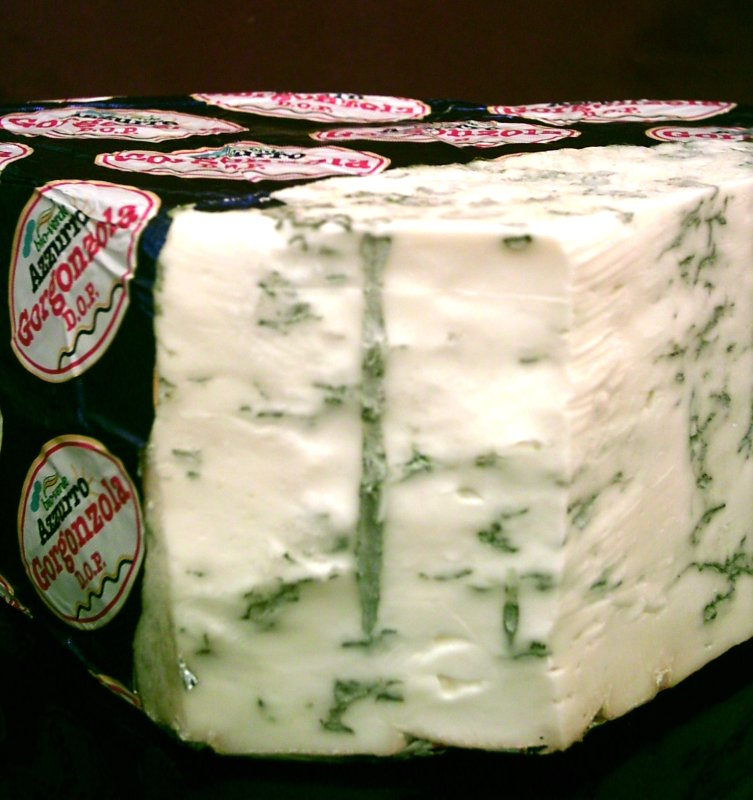
2-ヘプタノンは、ゴルゴンゾーラの主要な香り成分の一つである

## 歴史
1924年、スターケル（M.Starkle）はカビに感染したココナッツ油からメチルケトンが生じることを発見した。1950年、パットン（S.Patton）はカビで熟成したチーズから3種類のメチルケトンを単離し、チーズの匂いの主要成分であることを報告した。このことから、2-ヘプタノンや2-ノナノン、2-ウンデカノンなどのα-メチルケトン類がチーズや果実の香料として使われるようになった。

## 生成
ココナッツ油に含まれる脂肪酸のカプリル酸にPenicillium decumbensやAureobasidium pullulansなどのカビを作用させると、カルボキシル基の隣の位置がβ酸化される。その後β-ケト酸脱炭酸酵素によりカルボキシル基が失われ、2-ヘプタノンとなる。菌体より胞子の方が活性が高く、エタノールやアラニンを添加して胞子の発芽を促すことにより収量を増すことができる。Amastigomycotaを用いた実験では、培養液1リットル当たり90gの2-ヘプタノンを得ることができた。同種の反応は、炭素数14以上の脂肪酸では全く進行しない。